# 重要無形文化財

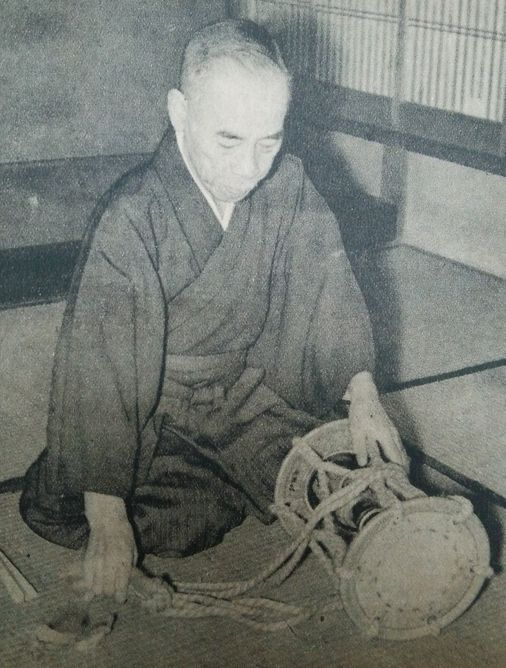
能楽大鼓方・川崎九淵

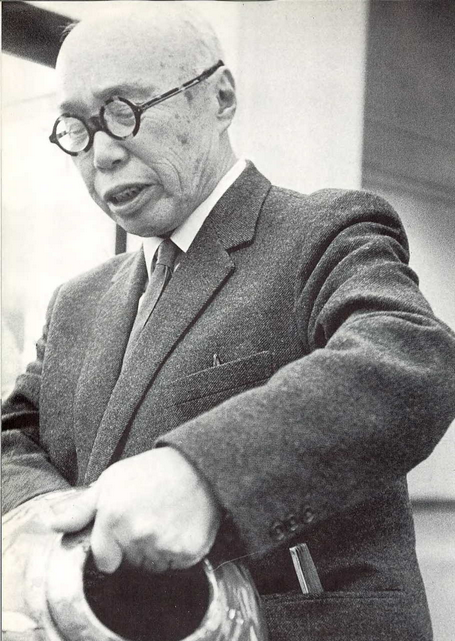
陶芸家・濱田庄司

重要無形文化財（じゅうようむけいぶんかざい）とは、日本において、同国の文化財保護法に基づいて、同国の文部科学大臣によって指定された、無形文化財のこと。

## 概要
法は、無形文化財を「演劇、音楽、工芸技術その他の無形の文化的所産で我が国にとつて歴史上又は芸術上価値の高いもの」としている。そのうち重要なものを重要無形文化財として指定することができると規定しており、この指定により文化財の保存、記録の作成、伝承者の育成に対して、公費でその経費の一部を負担することができるとしている。

## 歴史
第二次世界大戦以前の日本には1890年（明治23年）制定の帝室技芸員制度はあったものの、近代的な無形文化財の保護・指定制度は存在しなかった。1950年（昭和25年）制定の文化財保護法によって初めて無形文化財が法的に位置づけられたものの、同法制定当時の制度では「現状のまま放置し、国が保護しなければ衰亡のおそれのあるもの」を選定無形文化財として選定するという、消極的保護施策であった。1954年（昭和29年）の文化財保護法改正により、選定無形文化財の制度は廃止され、「衰亡のおそれ」あるか否かではなく、あくまでも無形文化財としての価値に基づき、重要なものを「重要無形文化財」に指定するという制度に変わった。
1955年1月27日、文化財保護委員会は、重要無形文化財技術指定制度第1次指定を内定した。2月15日、告示された（（十四世）喜多六平太・豊竹山城少掾・石黒宗麿・浜田庄司・富本憲吉・松田権六ほか）。11月、宮内庁雅楽部も指定された。

## 文化財の指定、保持者・保持団体の認定
重要無形文化財の指定の対象は無形の「わざ」そのものである。指定にあたっては、たとえば「人形浄瑠璃・文楽」「能楽」のような芸能、「備前焼」「彫金」のような工芸技術といった無形の「わざ」を重要無形文化財に指定するとともに、その「わざ」を高度に体得している個人または団体を保持者・保持団体として認定する（「指定」と「認定」の差異に注意）。
認定に際しては、「わざ」を高度に体得し体現している個人を個別に認定する「各個認定」、2人以上の者が一体となって「わざ」を体現している場合に、保持者の団体の構成員を総合的に認定する「総合認定」、「わざ」の性格上個人的特色が薄く、かつ、多数の者が体得している「わざ」が全体として1つの無形文化財を構成している場合に、その人々が構成員となっている団体を認定する「保持団体認定」の3種がある。
重要無形文化財保持者として各個認定された者を一般に人間国宝という。「総合認定」の例としては、「雅楽」における宮内庁式部職楽部部員、「能楽」における社団法人日本能楽会会員などがある。「保持団体認定」の例としては、輪島塗技術保存会、本場結城紬保存会、本美濃紙保存会などがある。

### 芸能
雅楽
- 雅楽

能楽
- 狂言
- 能楽
- 能シテ方
- 能囃子方大鼓
- 能囃子方小鼓
- 能囃子方太鼓

文楽
- 人形浄瑠璃文楽
- 人形浄瑠璃文楽三味線
- 人形浄瑠璃文楽太夫
- 人形浄瑠璃文楽人形

歌舞伎
- 歌舞伎
- 歌舞伎音楽竹本
- 歌舞伎音楽長唄
- 歌舞伎女方
- 歌舞伎立役
- 歌舞伎脇役

組踊
- 組踊
- 組踊音楽歌三線
- 組踊音楽太鼓
- 組踊立方

音楽
- 一中節
- 一中節三味線
- 一中節浄瑠璃
- 荻江節
- 河東節
- 河東節三味線
- 義太夫節
- 義太夫節浄瑠璃
- 清元節
- 清元節三味線
- 清元節浄瑠璃
- 地歌
- 尺八
- 新内節三味線
- 新内節浄瑠璃
- 箏曲
- 常磐津節
- 常磐津節三味線
- 長唄唄
- 長唄三味線

舞踊
- 歌舞伎舞踊
- 京舞
- 琉球舞踊

演芸
- 講談
- 古典落語

### 工芸技術
陶芸
- 色絵磁器
- 色鍋島
- 小鹿田焼
- 柿右衛門（濁手）
- 小石原焼
- 志野
- 青磁
- 鉄釉陶器
- 白磁
- 備前焼
- 無名異焼
- 釉裏金彩

染織
- 伊勢型紙
- 江戸小紋
- 小千谷縮・越後上布
- 喜如嘉の芭蕉布
- 久米島紬
- 久留米絣
- 献上博多織
- 首里の織物
- 精好仙台平
- 紬織
- 長板中形
- 紅型
- 宮古上布
- 木版摺更紗
- 紋紗
- 結城紬
- 友禅
- 有職織物

漆芸
- 髹漆
- 蒟醤
- 沈金
- 津軽塗
- 蒔絵
- 輪島塗

金工
- 鍛金
- 茶の湯釜
- 彫金
- 刀剣研磨
- 銅鑼

木竹工
- 竹工芸
- 木工芸

人形
- 桐塑人形

手漉和紙
- 越前鳥の子紙
- 越前奉書
- 石州半紙
- 細川紙
- 本美濃紙

## 記録作成等の措置を講ずべき無形文化財
このほか、重要無形文化財には指定されていないが、国が記録保存等の措置をとるべき無形文化財については、「記録作成等の措置を講ずべき無形文化財」として選択（「指定」ではない）することができることになっている。